# Puente de tuberías del desfiladero Hegigio
El Puente de tuberías del desfiladero Hegigio (en inglés: Hegigio Gorge Pipeline Bridge) es, con una altura de 393 metros, el tercer puente más alto del mundo y el más alto puente de tuberías. El Puente de tuberías del desfiladero Hegigio es un puente colgante que se extiende unos 470 metros sobre el río Hegigio. Se utiliza para el transporte de petróleo del yacimiento Mananda sudeste en la Provincia de la Tierras altas de Papúa Nueva Guinea.
El puente se convirtió en el puente más alto del mundo cuando se terminó en 2005 y siguió siendo el más alto hasta la apertura del puente del río Sidu en China en 2009.